# Mitsubishi Motors
Mitsubishi Motors Corporation (яп. 三菱自動車工業株式会社 мицубиси дзидо:ся ко:гё: кабусикигайся) (MMC) — японская автомобилестроительная компания, входит в группу (т. н. кэйрэцу) Mitsubishi — являющейся самой большой производственной группой Японии. Штаб-квартира — в Токио. В 1970 году Mitsubishi Motors была сформирована из подразделения Mitsubishi Heavy Industries. Входит в Альянс Renault–Nissan–Mitsubishi.
Логотип компании основан на гербе провинции Тоса (три листа дуба) и гербе клана основателя компании (три ромба друг на друге).

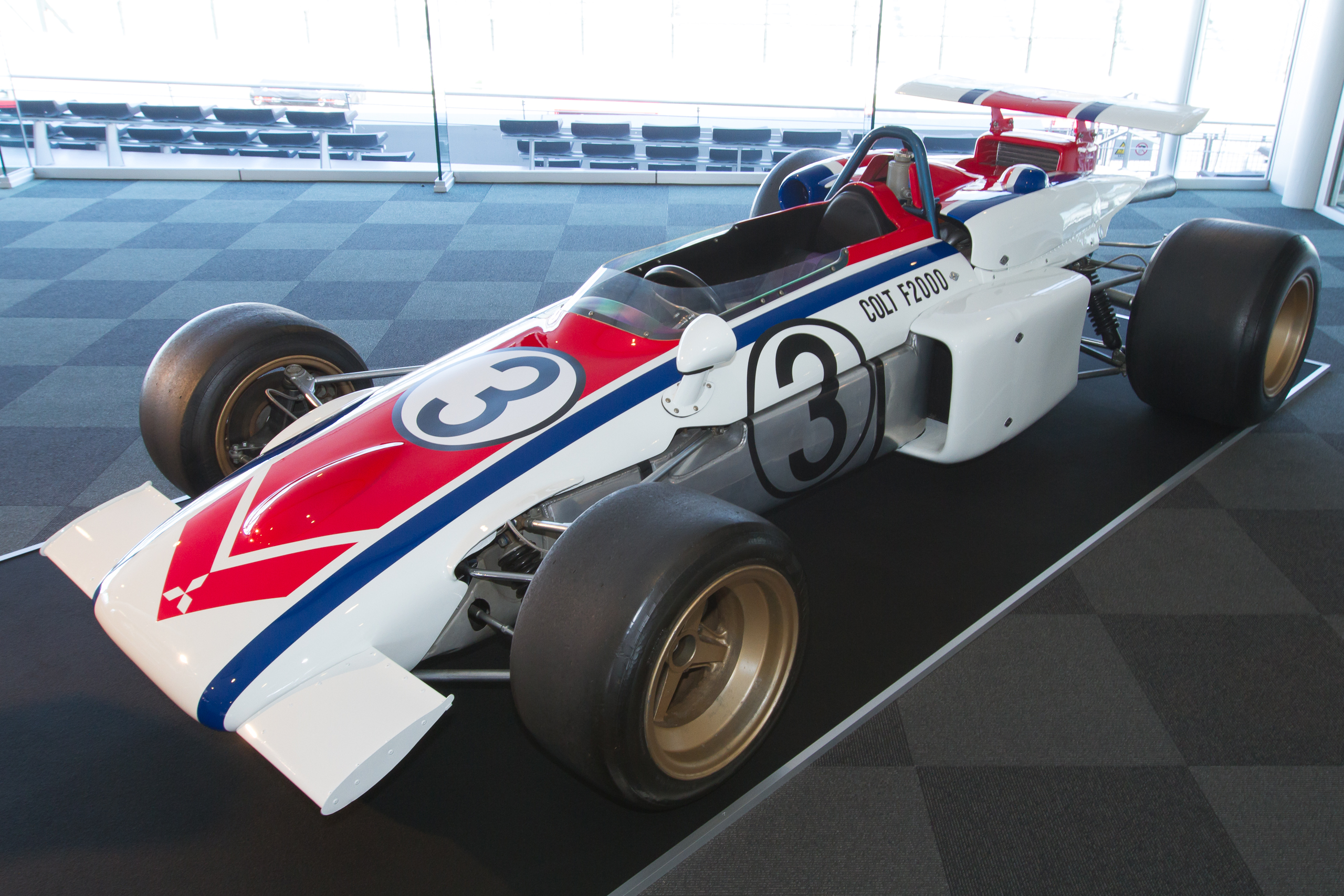
Mitsubishi Colt F2000

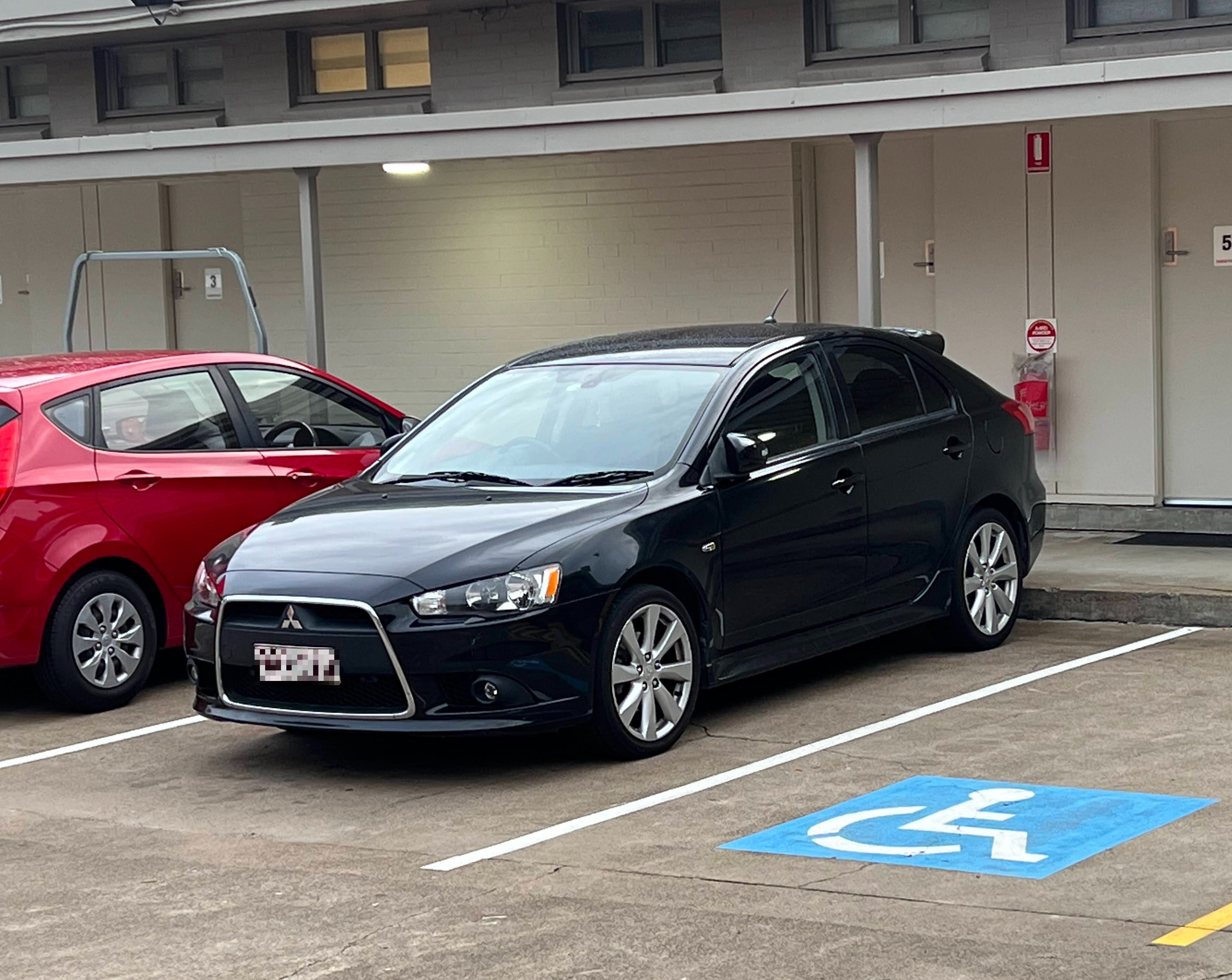
Mitsubishi Lancer

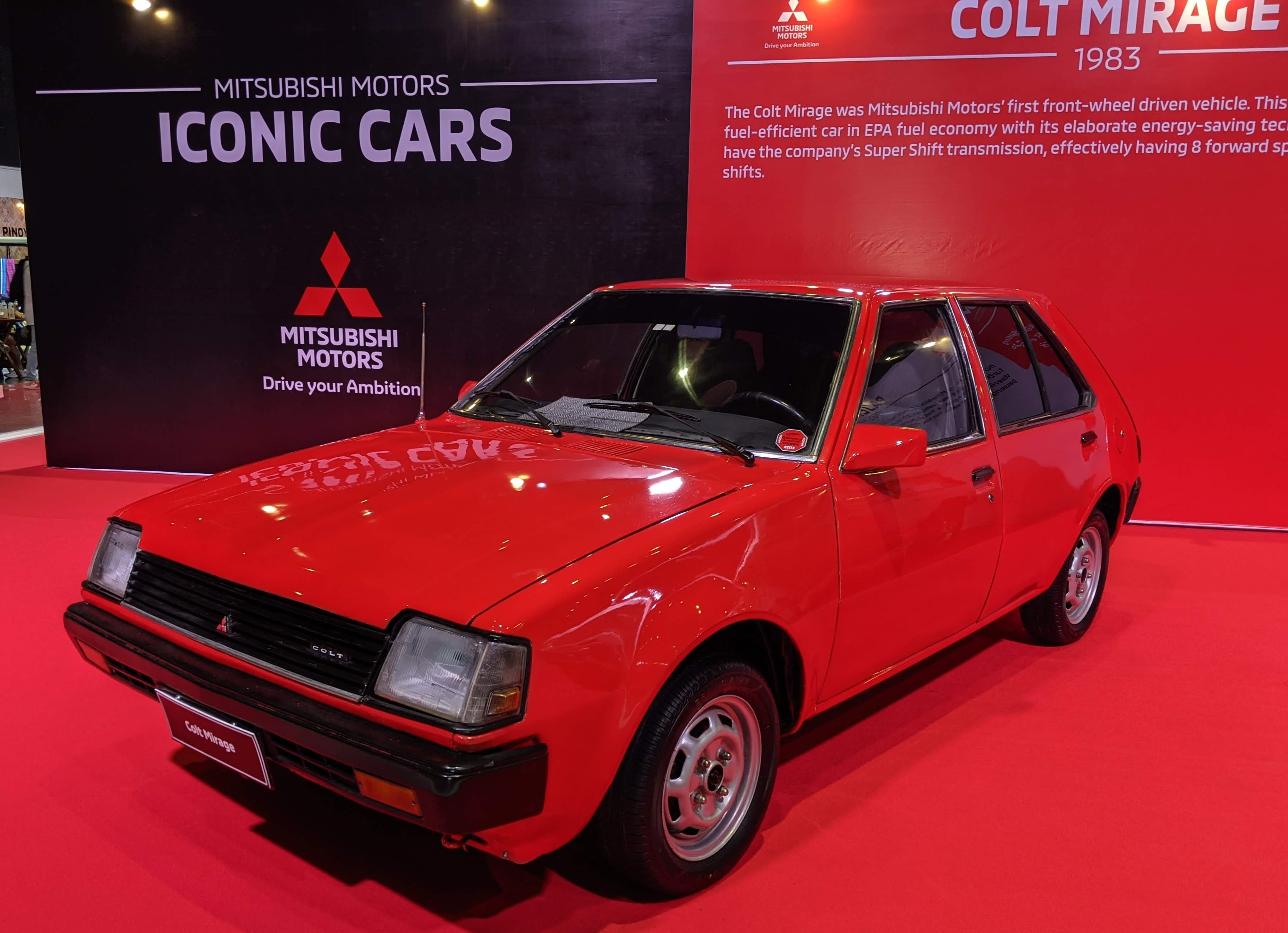
Mitsubishi Colt Mirage

В списке крупнейших публичных компаний мира Forbes Global 2000 за 2022 год Mitsubishi Motors заняла 1732-е место.

## История

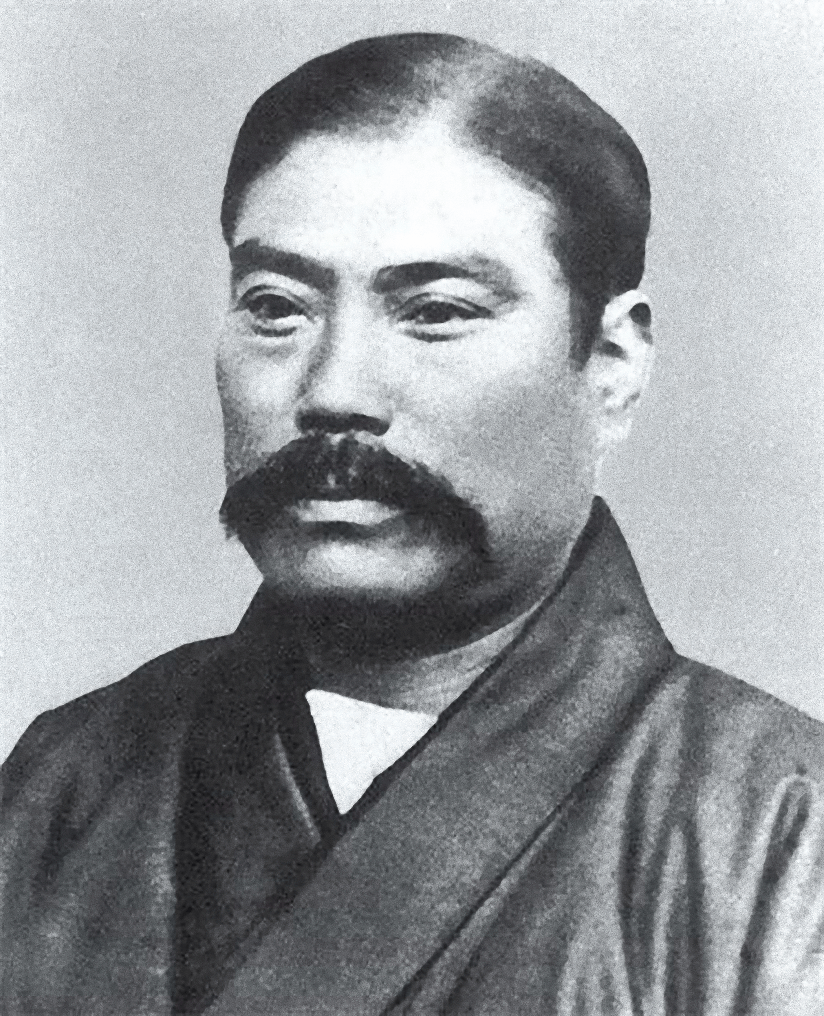
Ятаро Ивасаки (Yataro Iwasaki), основатель Mitsubishi, 1835—1885

История автомобилестроения Mitsubishi восходит к 1917 году, когда судостроительной компанией Ятаро Ивасаки Mitsubishi Shipbuilding был создан Mitsubishi Model A, первый японский серийный автомобиль. Его выпуск прекратили в 1921 году по причине низкого спроса и неконкурентоспособности с более дешевыми автомобилями из Америки и Европы (было собрано всего 22 штуки). В 1918 году был создан первый грузовик, экспериментальный Model T1. В середине 1920-х годов Mitsubishi начала производство грузовых автомобилей и автобусов (с 1932 года) под маркой Fuso.
В 1934 году компания Mitsubishi Shipbuilding была объединена с авиастроительной компанией Mitsubishi Aircraft. Объединённая компания Mitsubishi Heavy Industries стала крупнейшей частной компанией в Японии, которая занималась производством самолётов, кораблей, железнодорожных вагонов и машин. В 1930-х годах концерн внедрил в автомобилестроении ряд новых разработок, большинство из которых были использованы в Японии впервые — прототип полноприводного пассажирского автомобиля PX33, дизельные автобусы BD46 и BD43, форкамерный дизель SHT6 и грузовик с дизельным двигателем TD45.

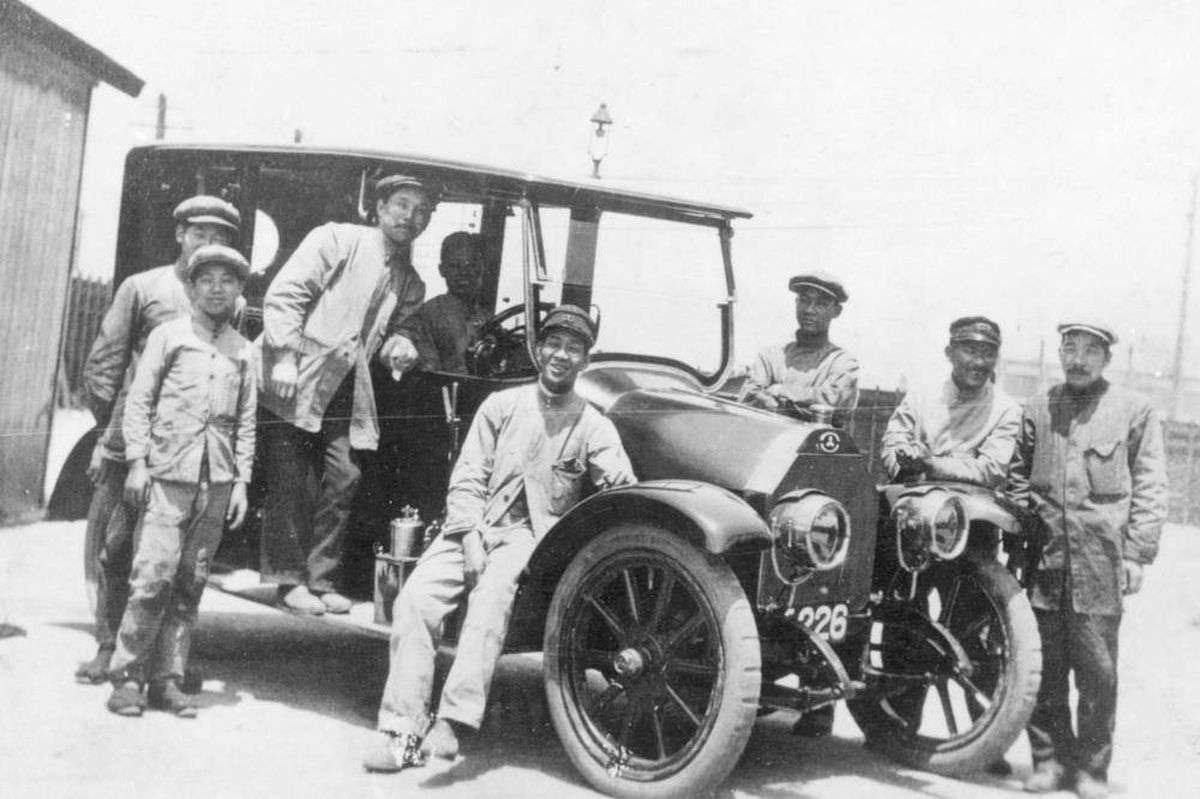
Mitsubishi Model A, 1917

В 1946 году холдинг Mitsubishi был разделён на 44 независимые компании. В первые послевоенные годы концерн занимался производством мотороллеров, автобусов, грузовиков и пикапов, многие из грузовых моделей были трёхколёсными.
В 1950-х годах Mitsubishi вернулась к производству полноценных легковых автомобилей, вскоре был налажен их экспорт в Европу. В 1960-х годах появляются модели, ставшие впоследствии родоначальниками популярных семейств — Colt, Galant. Далее к ним прибавились такие модели как Lancer, Pajero, Delica. К 1992 на машины данного производителя приходилось 10 % от всех автомобилей, находящихся у населения Японии (3 место после Toyota и Nissan).
Mitsubishi Motors Corporation (MMC) была создана в апреле 1970 года как дочерняя компания Mitsubishi Heavy Industries из её подразделения по производству автомобилей. В 1971 году 15 % акций купила американская компания Chrysler Corporation и начала продажу автомобилей Mitsubishi в США; производство автомобилей Mitsubishi Motors начало быстро расти, с 260 тыс. в 1971 году до 500 тыс. в 1973 году, а к концу десятилетия — около миллиона. В 1980 году был открыт филиал в Австралии. В 1983 году было создано партнёрство с южнокорейской компанией Hyundai Motor.
В 1985 году в США было создано совместное предприятие с Chrysler Corporation, названное Diamond-Star Motors Corporation, в 1991 году доля партнёра была выкуплена и предприятие было переименовано в Mitsubishi Motor Manufacturing of America; завод по производству автомобилей был построен в штате Иллинойс, собственная производственная база в США позволила Mitsubishi обходить ограничения на импорт автомобилей. В декабре 1988 года акции MMC были размещены на фондовых биржах Токио, Осаки и Нагои. К 1989 году продажи достигли 1,5 млн автомобилей в год. На внутреннем рынке в начале 1990-х годов компания начала продвигать модели внедорожников (Pajero Mini, Delica Space Gear), что другие компании считали бесперспективным с учётом перегруженных дорог городов Японии, однако эти модели пользовались большим спросом и позволили MMC увеличить свою долю на авторынке страны до 11,6 %. На других азиатских рынках компания работала через альянсы с местными автопроизводителями и имела сильные позиции в Малайзии, Таиланде, Республике Корея и на Тайване. В 1995 году была куплена Toyo Koki Co. Ltd.
Mitsubishi Motors сильно пострадала от Азиатского финансового кризиса 1997 года, положение компании ещё больше ухудшил скандал, связанный с утаиванием от Министерства транспорта Японии жалоб клиентов на дефекты в автомобилях (оказалось, что такая практика существовала в компании с 1977 года). В марте 2000 года было создано партнёрство с DaimlerChrysler, которая приобрела в MMC 33,4 % акций. В 2003 году подразделение грузовиков и автобусов было отделено в компанию Mitsubishi Fuso Truck and Bus Corporation; первоначально она была совместным предприятием с DaimlerChrysler, но в 2005 году MMC продала свою долю партнёру. В апреле 2010 года совместно с PSA Peugeot Citroen был открыт завод в России. В 2015 году был открыт филиал в Индонезии.
12 мая 2016 года 34 % акций Mitsubishi Motors Corporation приобрёл другой производитель из Японии — Nissan.
В июле 2024 года Mitsubishi Motors и Nissan объявили о партнёрстве с Honda для совместной разработки новых моделей электромобилей.

## Собственники и руководство
По состоянию на 2021 год основнымм владельцами акций компании являлись Nissan Motor (34 %) и Mitsubishi Corporation (20 %).
- Томофуми Хираку (Tomofumi Hiraku) — председатель совета директоров с июня 2021 года; с 1978 по 2010 год занимал различные посты в Министерстве внешней торговли и промышленности, с 2010 по 2021 год был в японском филиале IBM.
- Такао Като (Takao Kato) — президент и главный исполнительный директор с апреля 2021 года, в компании с 1984 года.

## Деятельность
За 2020/21 финансовый год было продано 801 тыс. автомобилей, из них 73 тыс. — в Японии, 189 тыс. — в странах ASEAN, 105 тыс. — в Китае, 72 тыс. — в Австралии и Новой Зеландии, 117 тыс. — в Западной Европе, 113 тыс. — в Северной Америке, 41 тыс. — в Латинской Америке, 64 тыс. — на Ближнем Востоке и в Африке, 27 тыс. — в России. Основные модели: Outlander (172 тыс.), Triton и L200 (145 тыс.), ASX (97 тыс.), Xpander (69 тыс.), Mirage/Spase Star (57 тыс.).
Основные производственные мощности находятся в Японии (3 завода, 42 % собранных автомобилей компании), Таиланде (27 %), Китае (10 %), Индонезии (9 %), на Филиппины и Россию (завод ПСМА в Калуге) в 2020/21 финансовом году приходилось по 2 % собранных автомобилей. Заводы Mitsubishi Motors в Японии расположены в префектурах Айти (завод в городе Окадзаки, производит модель ASX), Гифу (Pajero Manufacturing Co., Ltd, производит модель Pajero), Окаяма (завод Mizushima, производит модели Lancer, Outlander). Кроме этого есть три завода по производству двигателей (2 в Японии и один в Таиланде) и один завод по производству трансмиссий на Филиппинах.
Продажа автомобилей осуществляется в 160 странах мира.
|                                | 2011  | 2012  | 2013  | 2014  | 2015  | 2016  | 2017   | 2018  | 2019  | 2020  | 2021   | 2022  |
| ------------------------------ | ----- | ----- | ----- | ----- | ----- | ----- | ------ | ----- | ----- | ----- | ------ | ----- |
| Оборот                         | 1829  | 1807  | 1815  | 2093  | 2181  | 2268  | 1907   | 2192  | 2515  | 2270  | 1456   | 2038  |
| Чистая прибыль                 | 15,6  | 23,9  | 38,0  | 104,7 | 118,2 | 72,6  | -198,5 | 107,6 | 132,9 | -25,8 | -312,3 | 74,0  |
| Активы                         | 1313  | 1321  | 1453  | 1544  | 1583  | 1434  | 1484   | 1655  | 2010  | 1938  | 1856   | 1928  |
| Собственный капитал            | 248,1 | 265,6 | 351,2 | 550,0 | 670,8 | 685,3 | 703,5  | 796,6 | 881,2 | 788,4 | 525,3  | 607,0 |
| Продажи автомобилей, тыс. штук | 987   | 1001  | 987   | 1047  | 1090  | 1048  | 926    | 1101  | 1244  | 1127  | 801    | 967   |

Примечание. Значения указаны на 31 марта каждого года, когда в Японии заканчивается финансовый год.

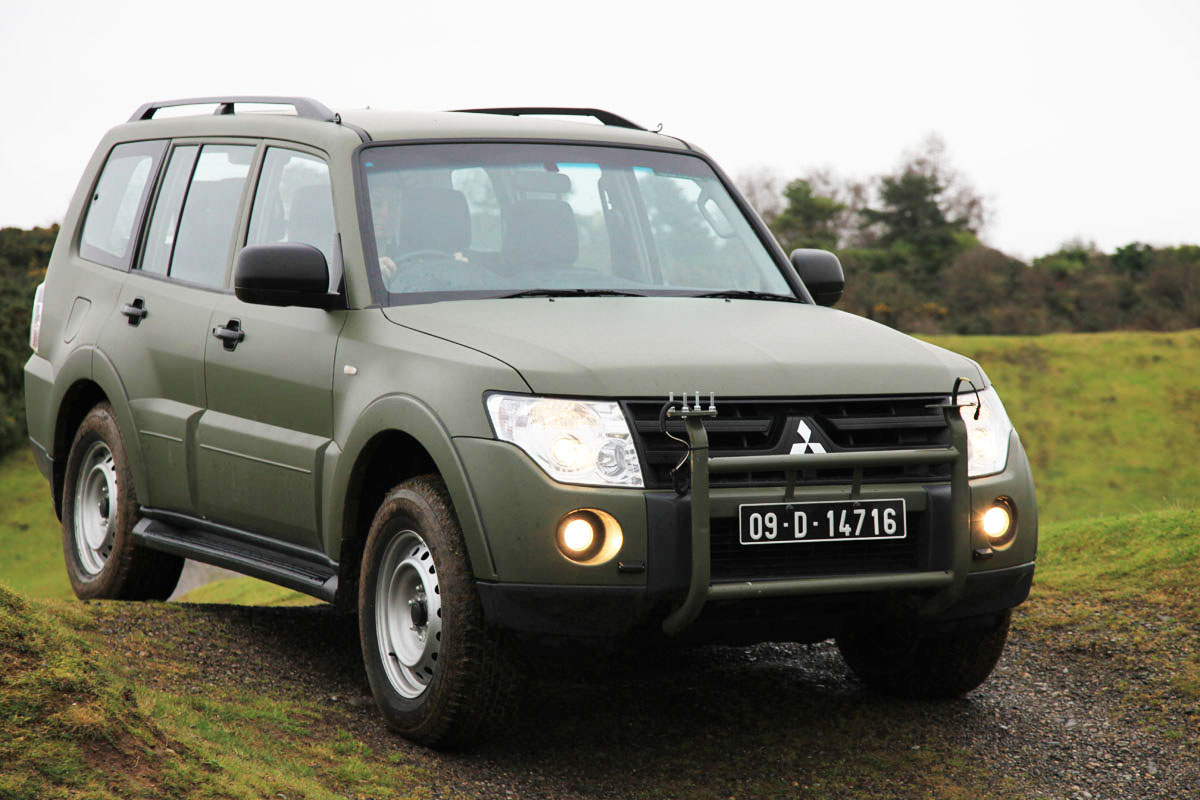
Mitsubishi Pajero — одна из самых известных и популярных моделей компании

Выручка компании за финансовый год, закончившийся 31 марта 2010 года, составила 1,45 трлн иен ($15,47 млрд), чистая прибыль — 7,3 млрд иен ($78,4 млн).

### Mitsubishi Motors в России
28 декабря 2007 года Mitsubishi Motors подписала соглашение об условиях промышленной сборки автомобилей в России. В 2010 было начато производство на заводе, построенном близ Калуги совместно Mitsubishi Motors и французской компанией PSA Peugeot Citroën (30 % — у Mitsubishi). По состоянию на осень 2010 года на предприятии выпускались такие модели как Citroen C4, кроссовер Mitsubishi Outlander и его клон под названием Citroen C-Crosser.
В 2018 году по запросу русского представительства Mitsubishi Motors штаб-квартира в Токио уточнила транслитерацию названия бренда и установила, что по-русски правильно писать «Митсубиши». Теперь в России все дилерские центры должны получить русскоязычное написание «Митсубиши Моторс». Ранее проблема была связана с тем, что данный японский слог транслитеруется на английский как shi (система Хепбёрна), а на русский — как си (система Поливанова).
В 2019 году Mitsubishi Motors представила новый пикап L200, который отличается значительными усовершенствованиями. Новая модель имеет четырёхцилиндровый дизельный двигатель 2.4 л. в зависимости от комплектации мощностью 154 или 181 л. с., а также многие другие характеристики.
В 2023 году Mitsubishi начали продажу новых электрокроссоверов Mitsubishi Airtrek. Под этим названием с 2001 по 2005 годы продавалась модель Outlander на внутреннем японском рынке.